# 小行星7608
小行星7608（英語：7608 Telegramia）是一颗围绕太阳公转的小行星。1995年10月22日，亚娜·季哈在克列特发现了此天体。
这颗小行星的绝对星等为4.62001等。